# Hechtschijf

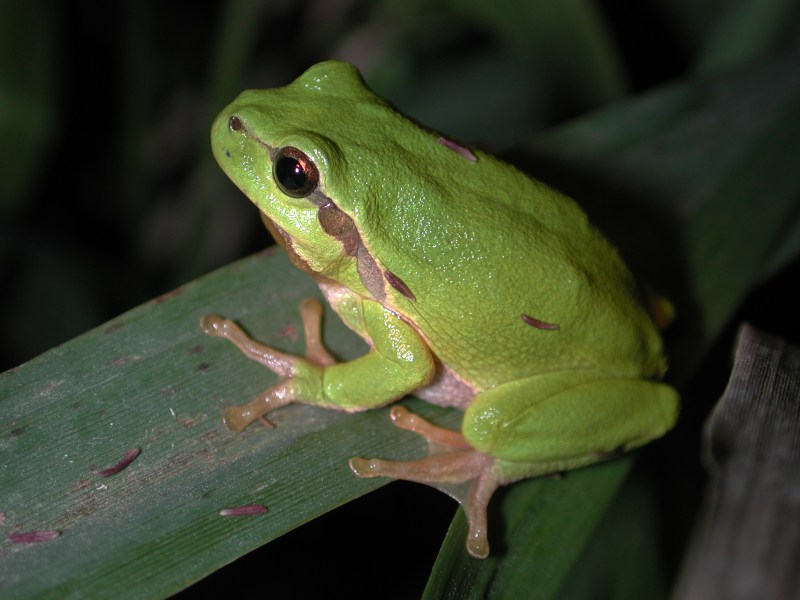
De boomkikker (Hyla arborea), de hechtschijven zijn duidelijk zichtbaar.

De hechtschijf is een ronde structuur aan de vingers en tenen van verschillende soorten kikkers. Het bekendst zijn de boomkikkers (Hylidae), die in de Benelux vertegenwoordigd worden door de boomkikker (Hyla arborea).
De hechtschijven doen qua vorm denken aan zuignappen maar hebben een wezenlijk andere werking. Hechtschijven hebben een fijne structuur met zeer kleine kanaaltjes, waarin bij het neerzetten vocht wordt gedreven waardoor de kikker blijft plakken, zie ook onder kikkers.